# جلال‌آباد (حرمک)
جلال‌آباد روستایی در دهستان حرمک بخش مرکزی شهرستان زاهدان استان سیستان و بلوچستان ایران است.

## جمعیت
بر پایه سرشماری عمومی نفوس و مسکن در سال ۱۳۹۵ جمعیت این روستا ۹۶ نفر (۱۹خانوار) بوده‌است.